# 莫州之战
莫州之战，是宋辽河北之战的收官一战。这场战役发生在辽军在山东大肆掠夺之后回国途中，并最终以宋军的胜利告终。

## 战役背景
在瀛州之战获胜之后，辽军趁机劫掠了黄河以东的淄州和齐州等地。而在辽军跑去劫掠的时候，宋真宗派遣濱州防禦使、貝，冀行营副都部署王荣在其后小心跟随。但王荣胆子比较小，停了几天之后，在辽军渡过黄河之后，王荣才敢出发。辽军渡过黄河劫掠的人数只有几千人，当时还停留在河边的泥泞地带，王荣却不想碰到敌军，于是就任由辽军在黄河南岸大肆掠夺。

## 双方准备

### 辽
辽军基本没什么准备，抢完东西之后准备返回。

### 宋
宋军方面，有刚刚在瀛州之战被打残，又重新休整完毕的范廷召部。

## 战役经过
1000年一月，河西軍節度使、侍衛親軍馬軍司都指揮使、定州行營都部署范廷召在辽军渡河返回途中对其发动了追击，并在莫州城以东三十里的位置追上了辽军。宋军随即开始进攻，辽军毫无防备，被阵斩人数上万，之前所俘虏的数千名老幼百姓也被宋军全部救走。辽军在丢掉了大量的鞍马和武器之后，剩余部队逃回了辽国境内。

## 战役影响
战役过后，宋真宗得知消息，写了一首《喜捷诗》，大臣们也纷纷表示庆贺。范廷召也因此得以升官，其余在战事中有功的将领也纷纷获封。对此，衛州防禦使、高阳关行营副都部署李重贵感叹道：“大将（指之前的康保裔）战死了，我们却在这里论功行赏，怎么好意思啊！” 
此役作为河北之战的收官之战，辽军虽然前期胜利，最终没能带回他们在山东抢掠来的财物和百姓，而且国境线也没有发生太大变化，可以说双方打成了平手。这场战事也为后来的多场战役打下了基础。